# Translink (Irlande du Nord)
Pour les articles homonymes, voir TransLink.
La Translink, formellement Northern Ireland Transport Holding Company (littéralement « Société de portefeuille du transport de l'Irlande du Nord »), est une société publique qui exploite et dirige les transports en commun en l'Irlande du Nord. La Translink, en collaboration avec Iarnród Éireann, exploit aussi l'Enterprise (en), un train de voyageurs qui relie Dublin et Belfast.